# Jarl Lander
Jarl Bertil Lander, född 20 januari 1944 i Fryksände församling i Värmlands län, död 26 maj 2014 i Lomma, var en svensk politiker (socialdemokrat), som var ordinarie riksdagsledamot 1988–2006 (dessförinnan ersättare 1985–1988).
I riksdagen var han ordförande för trafikutskottet under några månaders tid år 2002 (även ledamot respektive suppleant i samma utskott i perioder under åren 1985–2006). Lander var invald för Värmlands läns valkrets. Han var tekniker.
År 2008 blev han vald till ordförande för Socialdemokraterna i Lomma.